# Tromeđa
Die Tromeđa (auch Tromedja, serbokroatisch-kyrillisch Тромеђа, albanisch Trekufiri) ist ein Berg im Prokletije, auf dessen Gipfel die Staaten Albanien, Kosovo und Montenegro zusammentreffen. Die Höhenangaben für den Dreiländerpunkt variieren stark: Auf albanischen Karten ist der Berg mit 2354 m ü. A. vermerkt, offizielle serbische Angaben verzeichnen 2366 m. i. J.
Die Tromeđa liegt im Herzen des Massivs der Bjeshkët e Namuna e Kosovës respektive Bogićevica. Am Berg treffen sich drei Grate. Die Berge im Westen auf der Grenze zwischen Albanien und Montenegro sind etwas weniger hoch. Der Grat nach Südosten, der die Grenze zwischen Albanien und dem Kosovo bildet, erreicht nach etwas mehr als 800 Metern die Maja Bogiçaj, die mit 2405 m ü. A. oder 2404 m. i. J. leicht höher ist. Weitere rund vier Kilometer im Südosten, etwas östlich vom Hauptgrat, liegt die Gjeravica (2656 m. i. J.), der höchste Berg der Region. Der Grat von der Tromeđa nach Norden mit der Grenze zwischen dem Kosovo und Montenegro führt nach etwa drei Kilometern zur Maja e Madhe (2372 m. i. J.).

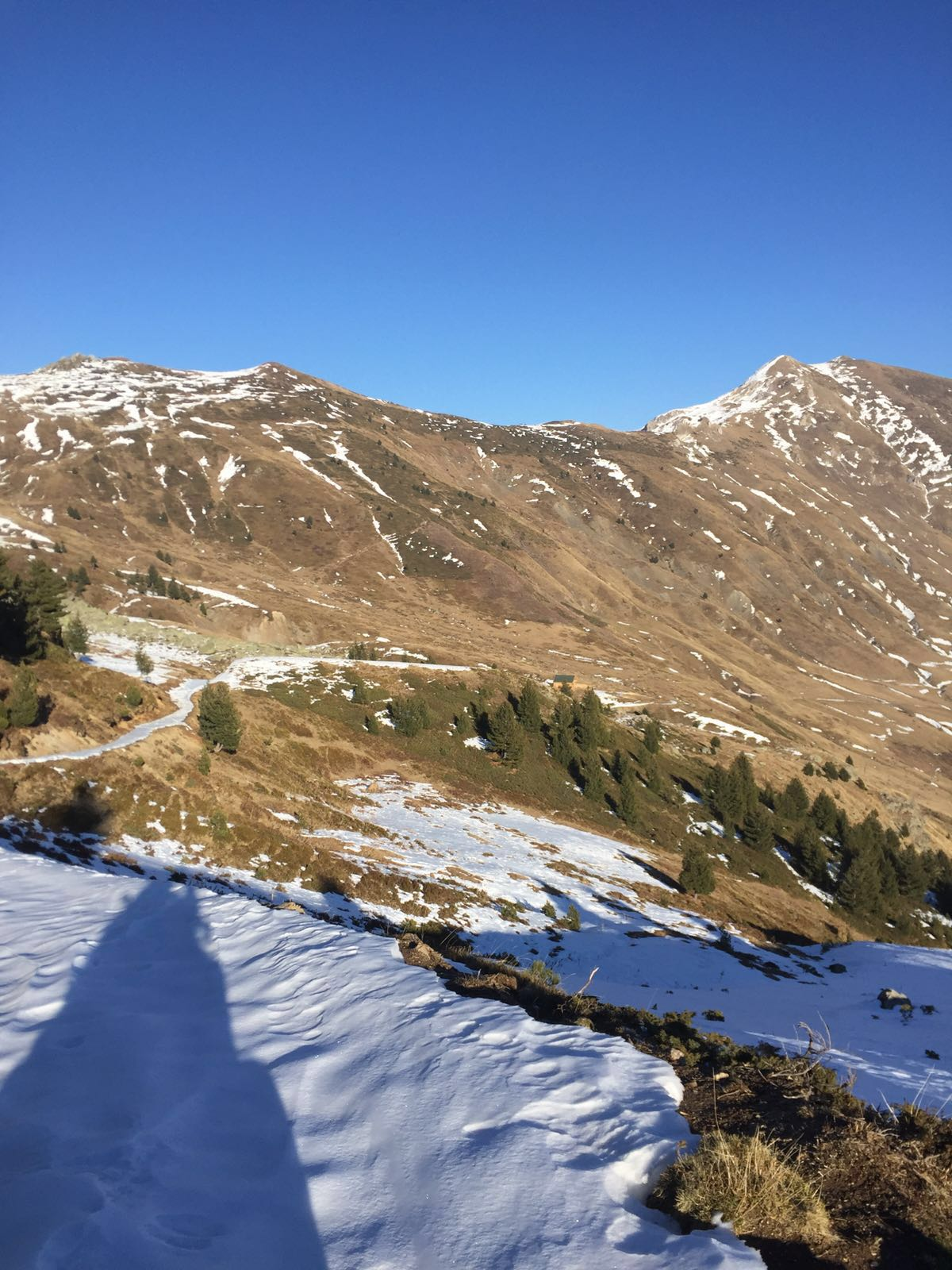
Doppelspitze der Tromeđa (links) und Maja Bogiçaj (rechts)

Bei der Tromeđa handelt es sich um eine Art Doppelspitze mit einem kleinen Sattel dazwischen. Der östlichere, leicht höhere Gipfel ist das Ländereck, versehen mit einem Steinmännchen. Auf dem westlichen Gipfel findet sich eine Stangenmarkierung und ein Gipfelbuch. Im Sattel liegen Reste einer Steinmauer, die früher Hirten oder dem Militär diente. Auf allen Seiten finden sich steile Grashänge, die sich bis zu den Gipfeln hochziehen.
Am Gipfel kommen auch die drei Nationalparks Alpen Albaniens, Bjeshkët e Nemuna (Kosovo) und Prokletije (Montenegro) zusammen.
Das Gebiet nordwestlich der Tromeđa wird zum Lim entwässert, der über Drina, Save und Donau zum Schwarzen Meer hin entwässert. Der Nordosten gehört zum Einzugsgebiet des Weißen Drin. Die südlichen Hänge gehören zum Oberlauf des Gash, einem Nebenfluss der Valbona, die ebenfalls in den Drin mündet, der in die Adria fließt.
Auf albanischer Seite etwa 500 Meter unterhalb der Spitze der Tromeđa liegt die Alm Dobërdol. Im Sommer von Hirten bewohnt, finden sich in dieser Ansiedlung auch Unterkünfte für Wanderer. Entlang den Hängen der Tromeđa führt der Fernwanderweg Peaks of the Balkans. Die Route führt nicht über den Gipfel, der aber von ambitionierten Wanderern ohne Probleme bestiegen werden kann.
Die Namen in Serbisch und Albanisch bedeuten „drei Grenzen“.
Am 3. September 1945 wurde die Autonome Region „Kosovo und Metochien“ in Jugoslawien als Teil von Serbien eingebunden. Nach der Auflösung von Serbien und Montenegro 2006 ergab sich ein binationaler administrativer Dreipunkt. Durch die Gründung der Republik Kosovo entstand ein Dreiländereck.